# Aviosuperficie Sant'Apollinare
L'aviosuperficie Sant'Apollinare è un'aviosuperficie italiana situata a circa 1,5 km a sud dell'abitato di Sant'Apollinare, frazione di Rovigo, lungo la via che collega il capoluogo polesano con la frazione.

## Strutture e dati tecnici
La semplice struttura, costituita da un edificio principale e da due hangar per il rimessaggio degli aeromobili, è dotata di un'unica pista con fondo erboso di 675 x 25 m posta all'altitudine 7 m / 23 ft e con orientamento 17/35. Sono inoltre presenti una manica a vento e le segnalazioni di bordo pista. Dispone anche di una piccola pista con fondo erboso di 150 x 30 m destinata alle attività aeromodellistiche.
L'impianto, posto sotto l'autorità della Direzione Aeroportuale Venezia - Ronchi dei Legionari, è gestito dall'Aero Club Rovigo "Luciano Baldi" ed effettua attività secondo le regole e gli orari VFR.